# ماهر الطويلبي
ماهر الطويلبي (4 يوليو 1992 - 8 فبراير 2021) داعية إسلامي إندونيسي مقيم في بوجور. قام بالوعظ بشكل أساسي على العديد من منصات التواصل الاجتماعي.

## النشأة
وُلد في ميدان، وكان الثويليبي الأصغر بين ثلاثة أطفال ولدوا لعائلة علمانية إلى حد ما. انتقل إلى بوجور عندما أصبح بالغًا. وكثيراً ما وصف أساتذته لهجته الوعظية بأنها تشبه نبرة ماهر المعيقلي وأطلقوا عليه لقب «ماهر الثويليبي» أو «اسم السائل».

## الحياة المهنية
كان يُنظر إليه على أنه قاسي وحاد، رغم أنه كان مضحكًا. مكنته شعبيته على وسائل التواصل الاجتماعي من تقديم المساعدة لمواطني الطبقة العاملة في جميع أنحاء جائحة كوفيد 19 في إندونيسيا. استكمل دخله بإلقاء المحاضرات وبيع الكتب والعطور.
أثار الذويليبي الجدل من خلال حياته الزوجية وبياناته على مواقع التواصل الاجتماعي. في عام 2015 اتهمته زوجته السابقة سوسي ويواتي بالعنف المنزلي وإساءة معاملة الأطفال.
في نوفمبر 2019 اتهمه الناشط على مواقع التواصل الاجتماعي بيرمادي آريا بتوجيه تهديدات بالقتل عبر وسائل التواصل الاجتماعي، بعد أن قال إن آريا تستحق القتل بتهمة التجديف. تمت مقابلة الثنائي في البرنامج التلفزيوني آبا كابار إندونيسيا، الذي تم بثه على ون تي في. وزعم آريا أن الذويليبي حاول تبرير الإرهاب باسم الإسلام، بينما ذكر الذويليبي أن تعاليم الفقه تبرر ذبح من يهين الإسلام. استمرت الأعمال العدائية بين الطرفين بعد البرنامج.
بدأ الذويليبي في الخلاف مع الممثلة نيكيتا ميرزاني عندما هاجمت العالم الإسلامي محمد رزيق شهاب من المملكة العربية السعودية في نوفمبر 2020. صورت ميرزاني مقطع فيديو ساخرًا وصفت فيه شهاب بـ «رجل الطب» لتسببه في تجمع حشد كبير في سوكارنو. وطالبت الذويليبي بتقديم اعتذار علني عن هذا التعليق الذي يسيء إلى زعيم إسلامي، وإذا رفضت فقد هددها بجلب حشد من 800 شخص لتطويق منزلها.
في 3 ديسمبر 2020 اعتقلته وكالة المباحث الجنائية بزعم إهانة زعيم نهضة العلماء محمد لطفي بن يحيى. وأصر على أنه لم يقصد سب بن يحيى، وأن ذلك كان سوء تفاهم. وذكر أنه يعتزم مقابلة بن يحيى شخصيًا والاعتذار عن تعليقاته.
توفي ماهر الثويليبي في حجز الشرطة في جاكرتا في 8 فبراير 2021 عن عمر يناهز 28 عامًا.